# Sava (bandenmerk)
Sava is een Sloveens bedrijf dat sinds 1921 rubberproducten vervaardigt in Kranj en waarvan de bandendivisie in 1998 een joint venture met Goodyear oprichtte. Deze is sinds 2004 voor 100% eigendom van Goodyear.

## Geschiedenis
De rubberproducten van de fabriek werden aanvankelijk verkocht onder de merknaam Vulkan. In 1931 werd het bedrijf overgenomen door de Oostenrijkse rubberfabrikant Semperit en aan het eind van de jaren dertig werden verschillende industriële en verbruiksproducten uit rubber geproduceerd, waaronder banden.
In 1946 werd het bedrijf genationaliseerd en omgedoopt tot Sava, vernoemd naar de gelijknamige rivier Sava die ontspringt in het noordwesten van Slovenië. In 1948 werden de eerste binnenbanden en autobanden met de merknaam Sava geproduceerd. In 1956 werden de eerste tubeless Sava-banden voor hoge snelheden geproduceerd en in 1958 begon de licentieproductie van Semperit-banden, een samenwerking die in 1972 uitgroeide tot de joint venture Sava-Semperit. In 1974 produceerde het bedrijf de eerste staalgordel radiaalband voor personenauto's.
Na het uiteenvallen van de Socialistische Federale Republiek Joegoslavië begon voor Sava in 1995 een nieuw tijdperk met het opstarten van de onderhandelingen met Goodyear uit Akron (Ohio). Twee jaar later werd een joint venture-akkoord ondertekend waarmee Goodyear een aandeel van 60% in Sava kreeg. In het begin van de 21e eeuw vierde Sava haar tachtigste verjaardag en kreeg een notering aan de effectenbeurs van Ljubljana. In 2002 vergrootte Goodyear het aandeel naar 80% en twee jaar later werd het Amerikaanse bedrijf de volledige eigenaar van Sava Tires, dat sindsdien Goodyear Dunlop Sava Tires heet.
Anno 2012 produceerde de fabriek jaarlijks ongeveer 8 miljoen banden. Naast de klassieke banden voor personenauto's, SUV's en vrachtwagens vervaardigen meer dan 1.600 medewerkers ook banden voor scooters, bromfietsen, motorfietsen en afgeleiden daarvan zoals enduro's, en quads.